# روبرت كيلر
روبرت كيلر هو عالم نبات سويسري، ولد في 24 سبتمبر 1854 في فينترتور في سويسرا، وتوفي بنفس المكان في 8 يوليو 1939.